# Fédération internationale de basket-ball des sourds
La Fédération internationale de basket-ball des sourds, sous le nom en anglais : Deaf International Basketball Federation souvent abrégée DIBF, est l'organisme dirigeant le basket-ball international pour les sourds avec le soutien de la Fédération internationale de basket-ball (FIBA) et en coopération avec les Deaflympics.
La Fédération internationale de basket-ball des sourds est une association indépendante, à but non lucratif, qui regroupe des fédérations nationales de basket-ball à travers le monde.

## Histoire
Lors d'une réunion le 2 mai 1988, l'International Deaf Basketball Association est créée ; elle devient par la suite la Deaf International Basketball Federation. La Fédération internationale de basket-ball des sourds est affilée au Comité international des sports des Sourds.